# 九卿
九卿（きゅうけい）は、古代中国で政務を分担した高い官職の総称。最高の地位は三公で、九卿はその下。まとめて三公九卿という言い方もあった。

## 概要
『周礼』等によると、
- 天官冢宰
- 地官司徒
- 春官宗伯
- 夏官司馬
- 秋官司寇
- 冬官司空

の六卿と、
- 少師
- 少傅
- 少保

の三少を合わせて九卿と称した。
秦・前漢においては、
- 太常（奉常）
- 光禄勲（郎中令）
- 衛尉
- 太僕
- 廷尉（大理）
- 大鴻臚（典客）
- 宗正（宗伯）
- 大司農（治粟内史）
- 少府
- 執金吾（中尉）

の中二千石の官が九卿と呼ばれ、また主爵都尉など中央の二千石の官もしばしば九卿と呼ばれている。後漢においては執金吾は「卿」と呼ばれておらず、太常から少府までの九つを九卿と呼ぶようになった（『続漢書』百官志四）。
なお、王莽は漢を簒奪し新を立てると官制を改め
- 大司馬司允
- 大司徒司直
- 大司空司若

の三公司卿と、
- 羲和（←大司農）
- 作士（←大理）
- 秩宗（←太常）
- 典楽（←大鴻臚）
- 共工（←少府）
- 予虞（←水衡都尉）

と改名した六つの官を合わせて九卿と言った。
その後の王朝にも後漢の九卿が引き継がれ、南朝梁の天監7年（508年）になって九卿の各官名に「卿」と付けるようになった（太常卿、司農卿というように）。